# Isopisthus
Isopisthus is een geslacht van straalvinnige vissen uit de familie van ombervissen (Sciaenidae).

## Soorten
- Isopisthus parvipinnis (Cuvier, 1830)
- Isopisthus remifer Jordan & Gilbert, 1882